# Station Hradec Králové hlavní nádraží
Station Hradec Králové hlavní nádraží (Nederlands: Hradec Králové hoofdstation, Duits vroeger: Königgrätz Hauptbahnhof) is het belangrijkste spoorwegstation in de Tsjechische stad Hradec Králové. Het station ligt aan de belangrijke spoorlijn van Station Pardubice hlavní nádraží naar Station Jaroměř.

## Treinverkeer
De volgende spoorverbindingen gaan vanaf/naar het Station Hradec Králové hlavní nádraží:
- lijn 020: Hradec Králové - Velký Osek (verder naar Praag)
- lijn 020: Hradec Králové - Týniště nad Orlicí - Choceň (verder naar Brno en Olomouc)
- lijn 031: Hradec Králové - Pardubice (verder naar Brno en Olomouc)
- lijn 031: Hradec Králové - Jaroměř
- lijn 041: Hradec Králové - Jičín – Turnov (verder naar Liberec)

Pardubice hlavní nádraží ↔ Pardubice-Rosice nad Labem ↔ Pardubice-Semtín ↔ Stéblová ↔ Čeperka ↔ Opatovice nad Labem ↔ Hradec Králové hlavní nádraží ↔ Předměřice nad Labem ↔ Lochenice ↔ Smiřice ↔ Černožice - Semonice ↔ Jaroměř